# Хильдеберт III
Хильдеберт III (фр. Childebert III; 678/679 — 14 апреля 711) — король франков в 695—711 годах из династии Меровингов.
Имя Хильдеберт переводится с франкского как «Блистающий в битве».

## Биография

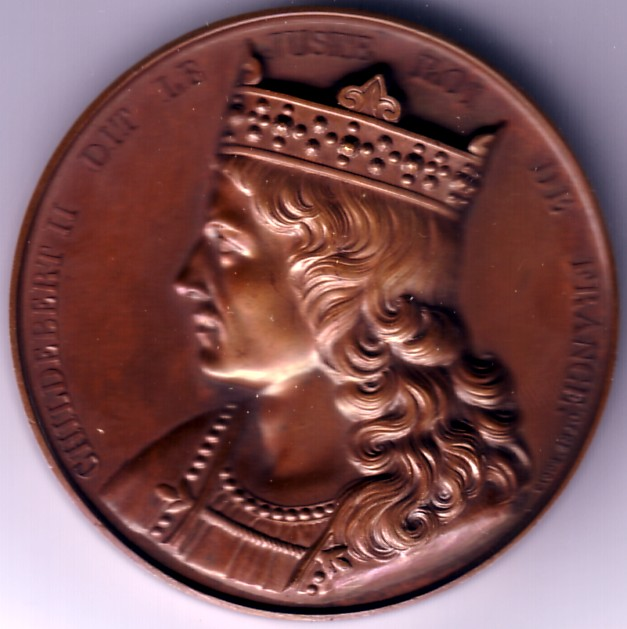
Хильдеберт III.

Хильдеберт II — сын Теодориха III и Хродехильды (Клотильды) — был ставленником на престоле майордома Пипина Геристальского. Наследовал брату Хлодвигу IV во всех трех королевствах — Нейстрии, Австразии и Бургундии. В 697 году женился на Эдонне, которая родила ему в 699 году сына Дагоберта. Прожил практически всю свою жизнь в своём дворце в Уазе, не принимая участия в управлении государством. В его правление Пипин Геристальский назначил своего старшего сына Дрого герцогом Шампани, а своего младшего сына Гримоальда поставил майордомом Нейстрии вместо Нордеберта (между 697 и 701 годами).

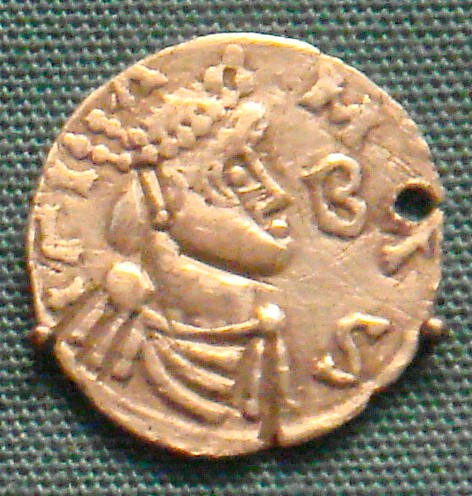
Монета Хильдеберта III.

Пипин Геристальский продолжил войну с герцогом фризов Радбодом, а также против свевов и еще многих народов.
Хильдеберт III царствовал 16 лет. Он прожил всю жизнь в своем дворце на Уазе и умер 14 апреля 711 года. Похоронен в церкви Святого Стефана в Шуази-о-Бак (деп. Уаза, около Компьени).